# Gutshaus Wollingster Straße 2
Das Gutshaus Wollingster Straße 2 (auch Gutshaus Osterndorf oder Gutshaus Vinnen) in der niedersächsischen Gemeinde Beverstedt, Ortsteil Osterndorf, im Landkreis Cuxhaven, stammt vom Anfang des 20. Jahrhunderts. Aktuell (2024) wird es als Wohnhaus genutzt.
Das Gebäude steht unter Denkmalschutz (siehe auch Liste der Baudenkmale in Beverstedt).

## Beschreibung
Auf dem Areal des im 17. Jahrhundert entstandenen Rittergutes ließ der Bremer Reeder Johann Christopher Vinnen (1829–1912), der das Gut 1875 erworben hatte, ein neues Herrenhaus errichten.
Das zweigeschossige traufständige verputzte barockisierende Gebäude in Backstein, mit pfannengedecktem Mansarddach und dem markanten westlichen säulengetragenen Mittelrisalit mit einem Segmentbogen als Abschluss, wurde 1902 (Bauakte) gebaut. Besondere Fensterrahmungen und Scheinquader-Eckfassungen gliedern die Fassade.

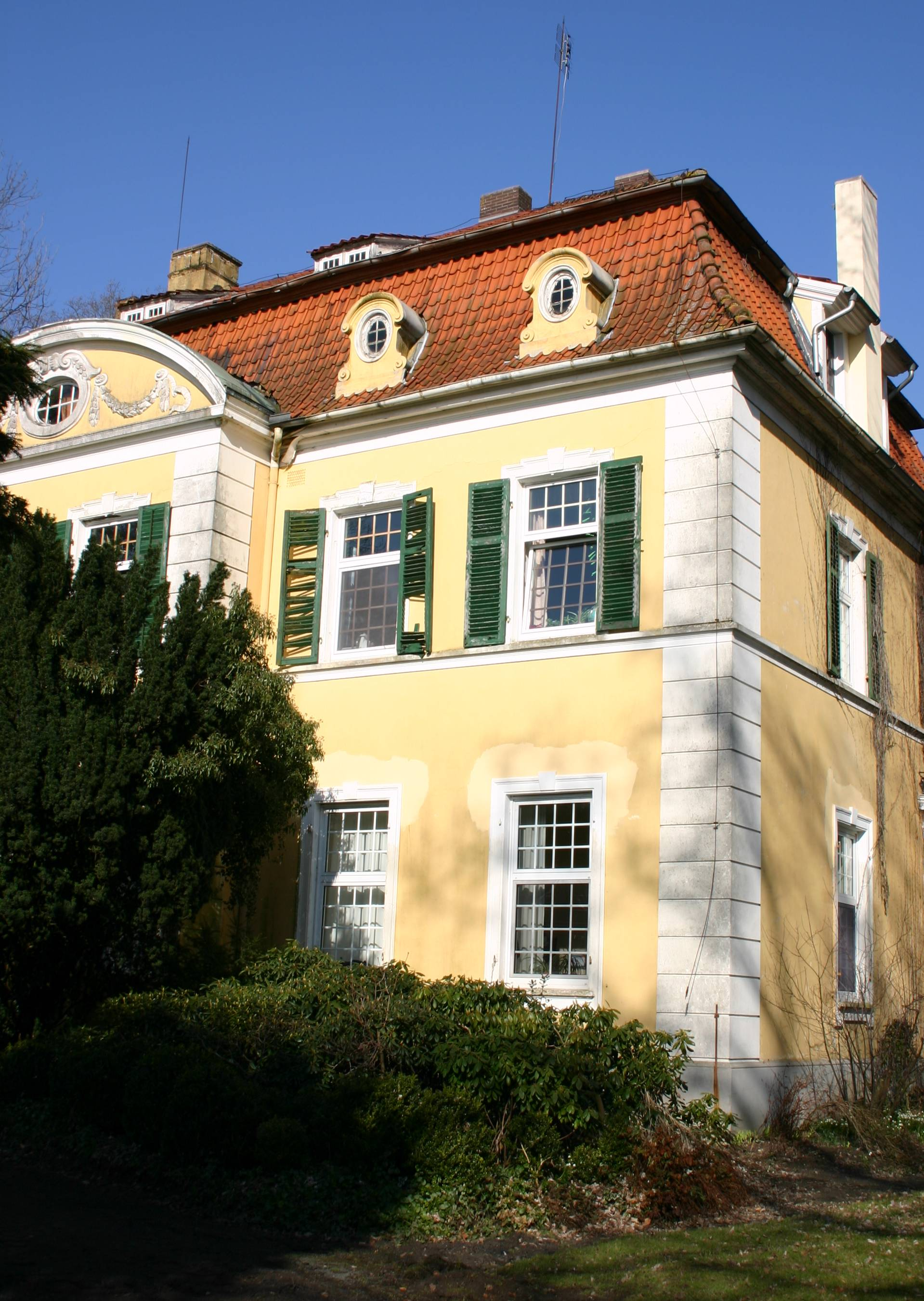

Das Gusthaus im Park mit altem Baumbestand ist eines von zwei Gutshäusern in Osterndorf; das Andere ist das Gutshaus Körnerstraße 2a. Der Park wurde von der englischen Urgroßmutter Arndt Siegels angelegt. Besonders sehenswert sind die schwedischen Maulbeerbäume und der alte Tulpenbaum.
Das Gut bildete den Ausgangspunkt für die kleine Ansiedlung von Höfen beiderseits des in Ost-West-Richtung fließenden Beverstedter Baches. Das Gebäude wurde zu einem Wohnhaus mit mehreren Wohneinheiten umgebaut.
Das Landesdenkmalamt befand u. a.: „… auf dem ursprünglichen Besitz der Herren von Luneberg ….“
Die 1194 erstmals genannte Familie von Luneberg dienten als Ministeriale des Erzstifts Bremen. Die Familie besaß vier Burgen um Altluneberg und Wehdel.
Der Maler Carl Vinnen (1863–1922), Sohn von Johann Christoph Vinnen, wohnte bis um 1912 auf dem Gutshof und besaß hier sein Atelier. Für das Malen von Tieren richtete er auf dem Gut einen Tiermodellstall mit Pferden und Rindern ein.